# X-Perience
X-Perience — музичний гурт із Берліна, Німеччина. Їхній стиль музики знаходиться між синтіпопом, трансом і етнопопом. Учасники гурту — Маттіас Уле (композитор, клавішні), його сестра Клаудія Уле (вокал до 2007) та Олександр Кайзер (лірика, клавішні). Співачка Клавдія Уле покинула гурт 2007 року та була замінена Манью Вагнер.

## Історія
X-Perience був заснований в 1995 році знайомі ще зі школи Маттіас Уле і Олександр Кайзер. Їхній перший сингл «Circles of Love» був випущений на їх власному лейблі. Хоча у них не було контракту із звукозаписною компанією, вони вирішили випустити його як сингл на CD. Продюсував проект Аксель Хеннінгер, який працював раніше з Camouflage.
Незабаром після того, як пісня прозвучала на радіостанції «Fritz» (Берлін-Бранденбург), вона увійшла в першу п'ятірку хіт-парадів і протрималася там більше 20 тижнів. «Circles of Love» стали регіональним хітом в Берліні, головним чином через радіостанцію «Fritz».
Це привернуло увагу головного звукозаписного лейбла «WEA», чиї представники запропонували гурту контракт. Здивовані успіхом, X-Perience випустили кілька реміксів на «Circles of Love». У травні 1996 року вони досягли ще одного успіху, коли «Circles of Love» зайняв 72 місце в чартах Media-Control. WEA повторно випустив «Circles of Love» в 1996 році, і цей сингл зумів увійти в німецький Top 100.
Крім туру по клубах Алекс і Маттіас працювали над новими піснями. На початку серпня 1996 року вони випустили сингл «A Neverending Dream». Через кілька тижнів пісня потрапила у десятку чарту «Media Control». Разом з аудіоматеріалом було відзнято відеокліп, який відправився в ротацію на MTV і VIVA.
15 листопада 1996 року X-Perience випустили свій перший альбом «Magic Fields», а в лютому 1997 року вийшов однойменний сингл. Альбом став платиновим у Фінляндії, а сингл «A Neverending Dream» — золотим (продано більше 250 000 екземплярів) в Німеччині. У Південній Африці був знятий відеокліп на трек «Magic Fields».
22 вересня 1997 року був випущений перший сингл «I don't Care» з другого альбому «Take Me Home», який вийшов 24 листопада того ж року. Другий сингл з другого альбому називався «Game of Love» і вийшов 3 березня 1998. У 1999 X-Perience змінили записувальну компанію з «WEA» на «Polydor».
Другий альбом, «Take Me Home», був випущений восени 1997 року. Як і дебютний альбом, він досяг #22 в німецьких чартах. Його найуспішнішим синглом стала композиція «I don't Care». У 1998 році X-Perience виграв радіо-приз «R. SH Gold».
25 вересня 2000 року X-Perience випустили сингл «Island of Dreams». Сингл примітний тим, що став основною музичною темою шоу «Expedition Robinson» (німецький варіант «Останнього героя»).
Третій альбом X-Perience «Journey of life» був випущений 20 листопада 2000 року.
12 березня 2001 року X-Perience випустили новий сингл «I Am Right». У записі брав участь Йоахім Вітт (Joachim Witt). Бонус-треком до диску записана композиція «Because the Night».
У 2006 році X-Perience уклали новий контракт з «Major Records» (Гамбург). Був випущений сингл «Return to Paradise» і четвертий альбом «Lost in Paradise», що включав нові версії перших трьох хітів X-Perience, зміксованих Хосе Альваресом-Бріллем. Альбом також включав дует з Midge Ure (Ultravox, Visage), названий «Personal Heaven», який було випущено як ще один сингл.
З 2007 року, після випуску синглу I Feel Like You, Клаудія вирішила залишити гурт.
Новий голос X-Perience почули 3 червня 2009 року на офіційному сайті — новим виконавцем стала Ман'я Вагнер, і гурт представив увазі громадськості першу нову пісню — «Strong (Since You're Gone)». Новий альбом запланований на весну 2011.

### Альбоми
- Magic Fields (WEA) — 1996
- Take Me Home (WEA) — 1997
- Journey of Life (Polydor) — 2000
- Lost in Paradise (Major Records) — 2006
- 555 (Valicon Records) – 2020

### Сингли
- «Circles of Love» (limited, own label World of Enigation) — 1995
- «Circles of Love» (WEA) — 1996
- «Circles of Love» (Remixes) (WEA) — 1996
- «A Neverending Dream» (WEA) — 1996
- «A Neverending Dream» (Remixes) (WEA) — 1996
- «Magic Fields» (WEA) — 1997
- «Limited Edition» (X-Shaped Promo-CD) (WEA) — 1997
- «Mirror» (WEA) — 1997
- «I don't Care» (WEA) — 1997
- «I don't Care (Remixes)» (WEA) — 1997
- «Game of Love» (WEA) — 1998
- «Journey of Life» Promotion Only (Polydor) — 1999
- «Island of Dreams» (Polydor) — 2000
- «Am I Right» (Polydor) — 2001
- «It's a Sin» Promotion Only (Polydor) — 2003
- «Return to Paradise» (Major Records) — 2006
- "Personal Heaven feat. Midge Ure Basic + Premium Edition (Major Records) — 2006
- «I Feel Like You» (Major Records) — 2007
- «Dream A Dream» (Valicon Records) – 2020
- «I Feel Like You 555» (Valicon Records) – 2020